# Anton Zupančič (general)
Anton Zupančič, slovenski generalpodpolkovnik JLA, * 1. januar 1927, zaselek Ograja, † 2003.
Zupančič se je julija 1944 pridružil partizanom, kjer je bil med drugim politični komisar čete, po osvoboditvi je služboval v JLA. V Beogradu je končal Višjo vojaško akademijo (1962) in Vojno šolo JLA (1967). Opravljal je različne politično-varnostne naloga, med drugim je bil pomočnik poveljnika za politično-pravne zadeve JLA (1980–1986).